# Lazy Lightning
Pour plus de détails, voir Fiche technique et Distribution.
Lazy Lightning est un film américain réalisé par William Wyler, sorti en 1926.

## Synopsis
Rance Lighton est un clochard fainéant, qui se retrouve derrière les barreaux au Rogers Ranch. Là-bas, il fait la connaissance de Dickie Rogers, un enfant invalide cloué dans un fauteuil roulant. Les deux vont apprendre à se connaitre.

## Fiche technique
- Titre original : Lazy Lightning
- Réalisation : William Wyler
- Scénario : Harrison Jacobs
- Photographie : Edward Linden
- Société de production et de distribution : Universal Pictures
- Pays de production :  États-Unis
- Format : Noir et blanc - 35 mm - 1,33:1  -  Muet
- Genre : Western
- Durée : 50 minutes
- Date de sortie :
  - États-Unis : 12 décembre 1926

## Distribution
- Art Acord : Lance Lighton
- Fay Wray : Lila Rogers
- Robert Gordon : Dickie Rogers
- Vin Moore : Shérif Dan Boyd
- Arthur Morrison : Henry S. Rogers
- George B. French : Dr. Hull
- Rex De Rosselli : William Harvey
- Buddy the Horse : Buddy
- Janet Gaynor : non créditée